# 单倍群C-M217
单倍群C-M217，也称C2（以前称C3）， 是一个Y染色体DNA单倍群以及单倍群C-M130的下游分支之一。

## 分布
单倍群C-M217起源于东亚，分佈廣泛，西至南歐，北至西伯利亞，東至南美洲，南至海洋东南亚。有两个主要分支：C2a-L1373和C2b-F1067。
C2a-L1373（原名C2b、C3c）的下游支系主要分布在蒙古族、卡尔梅克族、达斡尔族、鄂伦春族、鄂温克族、鄂温族等通古斯民族、尼夫赫族、哈萨克族、哈扎拉族、滿族等。还分出一支C-P39，主要分布于美洲。
C2b-F1067（原名C2c、C2e）的下游支系主要分布在汉族、滿族、朝鲜族、布里亚特族、苗族、土家族、侗族、瑶族、白族等。还分出一支C2b2-CTS4660，主要分布于岭南。